# The 99
The 99 (arab. الـ ٩٩, al 99), zapisywane również jako The Ninety-Nine (arab. التسعة وتسعون, al-tisa'a wa tisaun) – komiks wydawany przez Teshkeel Comics, którego bohaterowie zostali oparci na kulturze i religii Islamu.
Twórcą serii jest dr Naif Al-Mutawa, założyciel i Dyrektor generalny Teshkeel Media Group. Do zespołu twórców The 99 należą m.in. Fabian Nicieza, Stuart Moore, June Brigman, Dan Panosian, John McCrea, Ron Wagner, Sean Parsons and Monica Kubina, z których wszyscy pracowali wcześniej w Marvel Comics i DC Comics.
DC Comics ogłosiło, że planuje wydać komiks JLA/The 99, w którym The 99 będą współpracować z Justice League.
Barack Obama w czasie przemówienia na Presidential Summit on Entrepreneurship zwrócił uwagę zebranych na The 99.

## Bohaterowie
Pomimo tego, że seria jest oparta na świecie islamu, jest prezentowana jako odwołująca się do uniwersalnych cnót, religia poszczególnych bohaterów nie jest wprost przedstawiana.
The 99 to zwykli nastolatkowie i dorośli z różnych części świata, którzy stają się właścicielami jednego z 99 mistycznych kamieni Noor (Ahjar Al Noor, Kamieni Światła), które dają im specjalną moc. Wszystkie problemy jakie napotkają The 99, będą rozwiązywane przez współpracę trzech lub więcej bohaterów. W ten sposób seria ma promować wartości takie jak współpraca i jedność.
Koncepcja The 99 opiera się na 99 atrybutach Allaha. Wiele spośród nich to cechy, do których zachęcają różne religie. Każdy z bohaterów otrzymuje przydomek z tej listy. Zgodnie z islamską tradycją, arabskie wersje aliasów są pisane bez przedimka "Al-", ponieważ forma ta może być używana tylko w stosunku do Allaha. Ma to przypominać, że The 99 są śmiertelnikami, którzy przedstawiani jako wzory do naśladowania mają swoje zalety i słabości.
Jedna z bohaterek, Batina Ukryta (Batina the Hidden), jest wymieniana w wywiadach jako przykład różnorodności przedstawienia kobiet w komiksie; będzie jedną z pięciu bohaterek (spośród planowanych 50), które noszą burkę.

## Dostępność
Są dostępne zarówno papierowe wersje, w języku angielskim i arabskim, jak również wersje elektroniczne (pierwszy numer "THE 99 Origins" można ściągnąć za darmo).

## Powiązane produkcje
Pierwsze z sześciu planowanych wesołych miasteczek opartych o koncepcję The 99 zostało otwarte w marcu 2009 w Kuwejcie. Trwa produkcja serialu animowanego przy współpracy z firmą Endemol. Do tej pory ukazał się jedynie zwiastun.